# Lampetra
Lampetra – rodzaj minogów z rodziny minogowatych (Petromyzontidae).

## Klasyfikacja
Gatunki zaliczane do tego rodzaju:
- Lampetra aepyptera
- Lampetra alavariensis
- Lampetra auremensis
- Lampetra ayresii
- Lampetra fluviatilis – minog rzeczny[3], minóg rzeczny[4]
- Lampetra hubbsi
- Lampetra lanceolata
- Lampetra lusitanica
- Lampetra pacifica
- Lampetra planeri – minog strumieniowy[3], minóg strumieniowy[4]
- Lampetra richardsoni
- Lampetra soljani

Gatunkiem typowym rodzaju jest Petromyzon planeri (L. planeri).

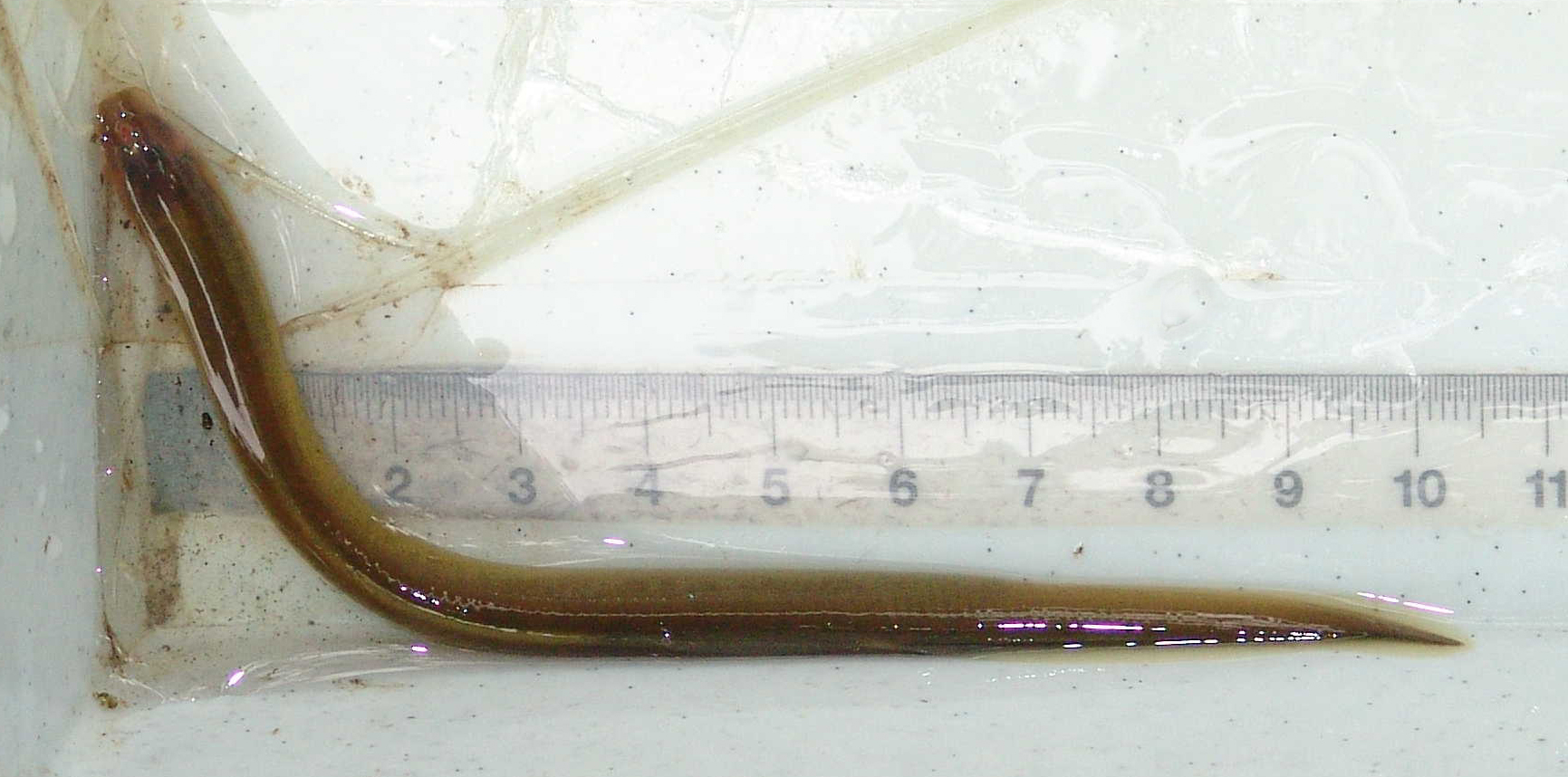
Lampetra planeri